# José María de Tavira
Jose María de Tavira Bianchi (Ciudad de México, 27 de septiembre de 1983).
En 2008, interpretó a “Carlos Vives” en la película mexicana Arráncame la vida.

## Filmografía
- Como novio de pueblo (2019)
- Arráncame la vida
- Rosario Tijeras (2014)